# Вогняні птахи
«Вогняні птахи» (англ. Fire Birds), також відомий як «Крила Апачів» (англ. Wings of the Apache) — американський військовий бойовик 1990 року режисера Девіда Гріна. Сюжет був задуманий підполковниками у відставці Степом Тайнером і Джоном К. Свенссоном та капітаном морської піхоти у відставці Дейлом Даєм і перетворився на сценарій, написаний Ніком Тілем і Полом Ф. Едвардсом. У головних ролях Ніколас Кейдж, Томмі Лі Джонс і Шон Янґ.

## Синопсис
Управління з боротьби з наркотиками (DEA) та армія США сформували спільну оперативну групу елітних пілотів гелікоптерів "Апач", які отримують завдання знищити потужні озброєні наркокартелі, що діють у Південній Америці.

## Акторський склад
| Актор                | Роль                  |
| -------------------- | --------------------- |
| Ніколас Кейдж        | Джейк Престон         |
| Томмі Лі Джонс       | Бред Літтл            |
| Шон Янґ              | Біллі Лі Ґатрі        |
| Берт Рейн            | Ерік Столлер          |
| Дейл Дай             | полковник А.К. МакНіл |
| Джеймс Аллен Престон | генерал Олкотт        |
| Мері Еллен Трейнор   | Джанет Літтл          |

## Виробництво

### Зйомки
Зйомки фільму проходили в основному в Тусоні, штат Арізона, в громадському коледжі Піма, а також на військовій баз Форт-Худ, штат Техас, де базується навчальна бригада армії Apache: 21-ша кавалерійська бригада (ПОВІТРЯНИЙ БІЙ). Складні повітряні трюки були узгоджені з Національною гвардією США, армією США і ВПС США. Від технічних консультантів, каскадерів до пілотів, понад 100 осіб були безпосередньо залучені до виробничих аспектів фільму.  Під час зйомок були задіяні вертольоти AH-64 Apache, UH-60 Blackhawk, AH-1 Cobra, вертольоти MD 500 і OH-58 Kiowa, а також літаки Saab 35 Draken. Під час виробництва також була використана технічна допомога сервісних представників McDonnell Douglas. Вертолітні трюки були розроблені Річардом Т. Стівенсом (англ. Richard T. Stevens), який також координував візуальні ефекти для фільму «Найкращий стрілець».

## Випуск
Прем'єра відбулася в кінотеатрах США 25 травня 1990 року. Після показу в кінотеатрах фільм вийшов у форматі VHS 26 вересня 1990 року.